# Нові пригоди Швейка
«Нові пригоди Швейка» — радянський художній фільм 1943 року, знятий режисером Сергієм Юткевичем на Сталінабадській кіностудії і студії «Союздитфільм».

## Сюжет
Бравий солдат Швейк втікає з в'язниці і незабаром мобілізується в гітлерівську армію на Балкани, де діє каральний загін. Йозеф Швейк без страху і сумніву намагається допомогти партизанам, придумуючи щоразу хитромудрі способи розправи з Гітлером, при цьому кожен раз виходить його рятівником, за що отримує три «Залізні хрести»…

## У ролях
- Борис Тенін — Йозеф Швейк
- Фаїна Раневська —  тітка Адель
- Сергій Мартінсон —  Адольф Гітлер
- Сергій Філіппов —  єфрейтор Шпуке
- Ніна Нікітіна —  Христина
- Павло Шпрингфельд —  Марко
- Павло Суханов —  кухар
- Сергій Троїцький —  італієць
- Олексій Савостьянов —  штурмовик
- Олександр Михайлов —  молодий партизан

## Знімальна група
- Автор сценарію: Євген Помєщиков, Микола Рожков
- Режисер: Сергій Юткевич
- Оператор: Марк Магідсон
- Композитор: Анатолій Лєпін
- Художник: Сергій Козловський
- Звукооператор: Дмитро Флянгольц